# خواكيم هان
خواكيم هان (بالألمانية: Joachim Hahn)‏ هو عالم إنسان ألماني، ولد في 12 أغسطس 1942 في درسدن في ألمانيا، وتوفي في 27 أبريل 1997 في إسن في ألمانيا.